# Ne Temere
Ne Temere — булла Папы Пия X 1907 года, регламентирующая вступление в брак с точки зрения канонического права:
1. Юридическую силу имел только церковный брак
2. Для заключения брака было обязательным согласие родителей и светских органов власти.
3. Категорически запрещалось многоженство
4. Развод каноническим правом отрицался
5. Строго наказывалось прелюбодеяние в браке
6. Наказывались добрачные связи и появление на свет незаконнорождённых детей
7. Запрещалось вступать в брак психически больным людям
8. Допускались браки с представителями других христианских конфессий при условии венчания в католической церкви. Также от супруга не-католика требуется дать согласие растить и обучать детей в католической вере, а в некоторых случаях и самому перейти в католицизм.
9. Запрещались браки с нехристианами.
10. Запрещалось вступать в брак «по причине взаимного родства».

В 1970 году Ne Temere был заменён Matrimonia Mixta, выпущенным motu proprio Папой Павлом VI.